# A Division 1944-1945 (Irlanda)
La stagione 1944-1945 è stata la ventiquattresima edizione della League of Ireland, massimo livello professionistico del calcio irlandese.

## Classifica finale
|  |    | Classifica finale 1944-1945 | Pt | G  | V  | N | P | GF | GS | DR  |
|  | -- | --------------------------- | -- | -- | -- | - | - | -- | -- | --- |
|  | 1. | Cork Utd                    | 22 | 14 | 11 | 0 | 3 | 59 | 24 | +35 |
|  | 2. | Limerick                    | 17 | 14 | 7  | 3 | 4 | 38 | 25 | +13 |
|  | 3. | Shamrock Rovers             | 17 | 14 | 6  | 5 | 3 | 20 | 20 | 0   |
|  | 4. | Drumcondra                  | 15 | 14 | 5  | 5 | 3 | 32 | 32 | 0   |
|  | 5. | Shelbourne                  | 13 | 14 | 5  | 3 | 6 | 21 | 21 | 0   |
|  | 6. | Dundalk                     | 11 | 14 | 4  | 3 | 7 | 22 | 33 | -11 |
|  | 7. | Brideville                  | 9  | 14 | 2  | 5 | 7 | 20 | 44 | -24 |
|  | 8. | Bohemians                   | 8  | 14 | 2  | 4 | 8 | 17 | 30 | -13 |

### Verdetti
- Cork United campione d'Irlanda 1944-1945.

## Statistiche

### Squadre
- Maggior numero di vittorie:  Cork Utd (11)
- Minor numero di sconfitte:  Cork Utd,  Shamrock Rovers,  Drumcondra (3)
- Migliore attacco:  Cork Utd (59 gol fatti)
- Miglior difesa:  Shamrock Rovers (20 gol subìti)
- Miglior differenza reti:  Cork Utd (+35)
- Maggior numero di pareggi:  Shamrock Rovers,  Drumcondra e  Brideville (5)
- Minor numero di pareggi:  Cork Utd (0)
- Maggior numero di sconfitte:  Bohemians (8)
- Minor numero di vittorie:  Brideville e  Bohemians (2)
- Peggiore attacco:  Bohemians (17 gol fatti)
- Peggior difesa:  Brideville (44 gol subìti)
- Peggior differenza reti:  Brideville (-24)

### Capocannoniere
|  | Gol | Marcatore     | Squadra  |
|  | --- | ------------- | -------- |
|  | 26  | Sean McCarthy | Cork Utd |